# Angon

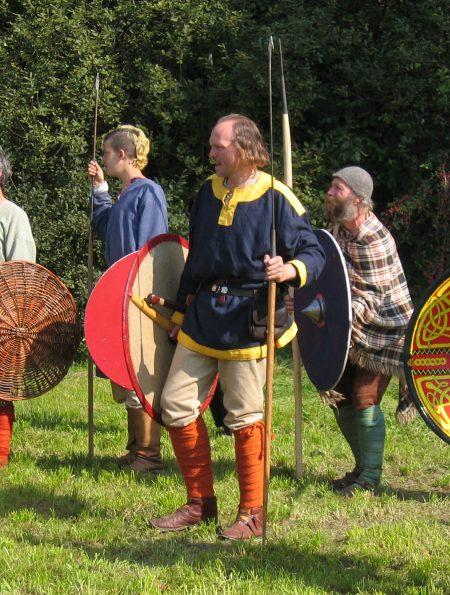
Historische reconstructie met angon.

De angon (Byzantijns Grieks: ἄγγων, Oudhoogduits: ango, Oudengels: anga ("haak, punt, spies")) was een soort werpspeer die werd gebruikt in de vroege middeleeuwen door de Franken en andere Germaanse volkeren, waaronder de Angelsaksen. Het was vergelijkbaar, en waarschijnlijk ervan afgeleid, met het pilum gebruikt door het Romeins leger en had een gestekelde kop en lange nauwe ijzeren fitting of schacht gemonteerd op een houten heft.